# Morti il 21 aprile
| Questa pagina contiene informazioni ricavate automaticamente dalle voci biografiche con l'ausilio del template Bio e di un bot. L'aggiornamento è periodico e automatico e ricostruisce completamente la pagina. Se manca una persona in questa lista, sei pregato di non aggiungerla, ma accertati piuttosto che la sua voce biografica contenga il template Bio e che i dati anagrafici siano correttamente compilati. Se il template Bio manca, inseriscilo tu stesso o, in alternativa, metti l'avviso {{tmp\|Bio}} che ne segnala la mancanza. Se i dati riportati sono sbagliati, correggi direttamente la voce biografica; le modifiche saranno visibili in questa lista entro pochi giorni. Per chiarimenti vedi il progetto biografie. La lista contiene solo le 522 persone che sono citate nell'enciclopedia e per le quali è stato implementato correttamente il template Bio. Pagina aggiornata al 17 ago 2025. |

## VIII secolo a.C.(1)
- 753 a.C. - Remo, romano (n. 771 a.C.)

## I secolo a.C.(1)
- 43 a.C. - Aulo Irzio, militare, storico e politico romano

## VII secolo(1)
- 640 - Beuno, abate gallese

## IX secolo(1)
- 866 - Bardas, bizantino (n. 816)

## XI secolo(1)
- 1073 - Papa Alessandro II, papa e vescovo cattolico italiano

## XII secolo(4)
- 1109 - Anselmo d'Aosta, teologo, filosofo e arcivescovo cattolico franco
- 1112 - Bertrando II di Tolosa, conte (n. 1065)
- 1136 - Stefano I di Penthièvre, nobile francese
- 1142 - Pietro Abelardo, filosofo, teologo e insegnante franco (n. 1079)

## XIII secolo(5)
- 1213 - Maria di Montpellier, nobile
- 1216 - Ida di Lorena, contessa
- 1227 - Rinaldo di Dammartin, conte
- 1270 - Guglielmo II di Agen, patriarca cattolico francese
- 1293 - Giovanni VII di Alessandria, vescovo cristiano orientale egiziano

## XIV secolo(7)
- 1329 - Federico IV di Lorena, duca francese (n. 1282)
- 1338 - Teodoro I del Monferrato, principe (n. 1290)
- 1349 - Guido da Baisio I, vescovo cattolico italiano
- 1352 - Boleslao III il Prodigo, nobile polacco (n. 1291)
- 1364 - Pietro Alighieri, magistrato e critico letterario italiano (n. 1300)
- 1372 - Giovanni Saziari, religioso italiano (n. 1327)
- 1375 - Elisabetta di Meißen, nobile tedesca (n. 1329)

## XV secolo(2)
- 1421 - John FitzAlan, XIII conte di Arundel, nobile inglese (n. 1385)
- 1466 - Bartolomeo Cerveri, religioso italiano (n. 1420)

## XVI secolo(14)
- 1509 - Enrico VII d'Inghilterra, re britannico (n. 1457)
- 1526 - Gil González Dávila, esploratore spagnolo (n. 1480)
- 1526 - Ibrāhīm Lodī, sultano indiano (n. 1480)
- 1540 - Alfonso d'Aviz, cardinale, arcivescovo cattolico e nobile portoghese (n. 1509)
- 1540 - Renato di Cossé, nobile francese (n. 1460)
- 1551 - Sebastián de Belalcázar, esploratore spagnolo (n. 1480)
- 1552 - Pietro Apiano, astronomo, matematico e cartografo tedesco (n. 1495)
- 1557 - Girolamo Parabosco, organista, scrittore e poeta italiano
- 1560 - Gabriel Mudaeus, giurista e docente fiammingo (n. 1500)
- 1561 - Lucrezia di Cosimo I de' Medici, nobildonna italiana (n. 1545)
- 1574 - Cosimo I de' Medici, sovrano italiano (n. 1519)
- 1580 - Íñigo López de Hurtado de Mendoza, nobile, militare e diplomatico spagnolo (n. 1512)
- 1582 - Francisco de Toledo, spagnolo (n. 1515)
- 1591 - Sen no Rikyū, monaco buddhista giapponese (n. 1522)

## XVII secolo(19)
- 1602 - Alberto Gondi, nobile, militare e diplomatico francese (n. 1522)
- 1608 - Cesare Crispolti, storico, scrittore e poeta italiano (n. 1563)
- 1612 - Andrea Ferrara, artigiano italiano
- 1620 - Camillo Beccio, vescovo cattolico italiano
- 1622 - Michelangelo Tonti, cardinale e arcivescovo cattolico italiano (n. 1566)
- 1623 - Nicolas Coeffeteau, vescovo cattolico, teologo e storico francese (n. 1574)
- 1633 - Scipione Dentice, compositore italiano (n. 1560)
- 1636 - Maria van Eicken, nobildonna olandese (n. 1571)
- 1637 - Giovanni Paolo Ghianda, pittore italiano (n. 1593)
- 1648 - Alonso Rodriguez, pittore italiano (n. 1578)
- 1652 - Pietro Della Valle, scrittore italiano (n. 1586)
- 1666 - Domenico Bruni, pittore italiano (n. 1591)
- 1668 - Jan Boeckhorst, pittore tedesco
- 1671 - Serafino Corio, vescovo cattolico italiano (n. 1628)
- 1680 - Luigi Bevilacqua, patriarca cattolico, diplomatico e funzionario italiano (n. 1616)
- 1680 - Lazzaro Pallavicino, cardinale italiano
- 1689 - Martin de Esparza Artieda, teologo e gesuita spagnolo (n. 1606)
- 1691 - George Howard, IV conte di Suffolk, nobile inglese (n. 1625)
- 1699 - Jean Racine, drammaturgo e scrittore francese (n. 1639)

## XVIII secolo(20)
- 1701 - Asano Naganori, militare giapponese (n. 1667)
- 1709 - Giorgio XI di Cartalia, re (n. 1651)
- 1709 - Massimiliano del Liechtenstein, principe austriaco (n. 1641)
- 1709 - Emanuele Filiberto di Savoia-Carignano, principe (n. 1628)
- 1713 - Paolo Naldini, vescovo cattolico italiano (n. 1632)
- 1713 - Tomáš Uhorčík, criminale slovacco (n. 1674)
- 1716 - Louis-Armand de Lom d'Arce barone di Lahontan, militare, viaggiatore e scrittore francese (n. 1666)
- 1718 - Philippe de La Hire, matematico, astronomo e architetto francese (n. 1640)
- 1718 - Bandino Panciatichi, cardinale italiano (n. 1629)
- 1728 - Filippo Antonio Gualterio, cardinale, arcivescovo cattolico e collezionista d'arte italiano (n. 1660)
- 1730 - Jan Palfijn, anatomista e chirurgo fiammingo (n. 1650)
- 1731 - Pierre Jaillard Bressan, francese (n. 1663)
- 1731 - Maurizio Guglielmo di Sassonia-Merseburg, duca (n. 1688)
- 1736 - Eugenio di Savoia, nobile e generale italiano (n. 1663)
- 1740 - Antonio Balestra, pittore e incisore italiano (n. 1666)
- 1741 - Giovanna Maria di Monaco, religiosa monegasca (n. 1662)
- 1772 - Justine Favart, ballerina, cantante lirica e drammaturga francese (n. 1727)
- 1787 - Giovanni Antonio Farina, profumiere italiano (n. 1718)
- 1792 - Tiradentes, patriota brasiliano (n. 1746)
- 1800 - Pierre Bertholon de Saint-Lazare, abate e fisico francese (n. 1741)

## XIX secolo(64)
- 1801 - François Thomas Galbaud-Dufort, generale francese (n. 1743)
- 1803 - Ferrante de Gemmis, filosofo e letterato italiano (n. 1732)
- 1805 - Johann Christoph Rasche, numismatico, scrittore e presbitero tedesco (n. 1733)
- 1810 - José Antonio González Velázquez, architetto spagnolo
- 1821 - André-Frédéric Eler, compositore, docente e musicologo francese (n. 1764)
- 1821 - Silvestro Todaro, vescovo cattolico italiano (n. 1752)
- 1825 - Johann Friedrich Pfaff, matematico tedesco (n. 1765)
- 1831 - Thursday October Christian, politico britannico (n. 1790)
- 1831 - Gesche Gottfried, assassina seriale tedesca (n. 1785)
- 1831 - Josef August Schultes, botanico, medico e scrittore austriaco (n. 1773)
- 1833 - Giuseppe Marco Calvino, poeta e commediografo italiano (n. 1785)
- 1836 - Manuel Fernández Castrillón, militare messicano
- 1836 - Kathinka Kainz, contralto, pianista e compositrice tedesca (n. 1767)
- 1836 - Giovanni Augusto Carlo di Wied, principe (n. 1779)
- 1839 - Domenico Orlando, vescovo cattolico italiano (n. 1756)
- 1841 - Robert Crown, ammiraglio russo (n. 1753)
- 1841 - Aleksandr Semënovič Šiškov, politico, militare e scrittore russo (n. 1754)
- 1842 - Bertrand Clauzel, generale e politico francese (n. 1773)
- 1843 - Augusto Federico di Hannover, nobile inglese (n. 1773)
- 1847 - Friedrich von Gärtner, architetto tedesco (n. 1791)
- 1848 - Patrick Alexander Vans Agnew, funzionario britannico (n. 1822)
- 1850 - Miklós Wesselényi, politico ungherese (n. 1796)
- 1852 - Ivan Aleksandrovič Nabokov, generale russo (n. 1787)
- 1854 - Enrico Mylius, imprenditore, banchiere e filantropo tedesco (n. 1769)
- 1858 - Carl Wahlbom, pittore svedese (n. 1810)
- 1859 - Carl Friedrich Nägelsbach, filologo classico tedesco (n. 1806)
- 1859 - Otto Sendtner, botanico tedesco (n. 1813)
- 1862 - Adam Reviczky von Revisnye, diplomatico, politico e nobile austriaco (n. 1786)
- 1864 - Eugène Allard, pittore francese (n. 1829)
- 1865 - Muhammad Yusef Ali Khan Bahadur, principe indiano (n. 1816)
- 1866 - Jane Welsh Carlyle, scrittrice scozzese (n. 1801)
- 1867 - Jessie Mann, fotografa scozzese (n. 1805)
- 1868 - Giovanni Avossa, avvocato italiano (n. 1798)
- 1869 - Ulisse d'Arco Ferrari, militare italiano (n. 1786)
- 1869 - Justus Friedrich Kritz, filologo classico tedesco (n. 1798)
- 1871 - Domenico Bassetti, militare e patriota italiano (n. 1828)
- 1873 - Ignazio La Russa, avvocato, magistrato e politico italiano (n. 1798)
- 1874 - Camillo Casarini, politico e patriota italiano (n. 1830)
- 1874 - Gherardo Strucchi, medico, patriota e giornalista italiano (n. 1813)
- 1875 - Henry William Pickersgill, pittore inglese (n. 1782)
- 1877 - Luigi Vannicelli Casoni, cardinale e arcivescovo cattolico italiano (n. 1801)
- 1877 - Alfred Wilhelm Volkmann, fisiologo e filosofo tedesco (n. 1801)
- 1878 - Temistocle Solera, librettista, compositore e poeta italiano (n. 1815)
- 1879 - John Adams Dix, politico e generale statunitense (n. 1798)
- 1880 - John Marsh, calciatore e crickettista inglese (n. 1842)
- 1882 - Louise de Broglie, biografa e scrittrice francese (n. 1818)
- 1883 - Ruggero Luigi Emidio Antici Mattei, cardinale e patriarca cattolico italiano (n. 1811)
- 1889 - Sebastián Lerdo de Tejada, politico messicano (n. 1823)
- 1890 - Charles Augustus Howell, mercante d'arte portoghese (n. 1840)
- 1891 - Henri Chapu, scultore e medaglista francese (n. 1833)
- 1891 - Nestore Corradi, scultore, miniaturista e scenografo italiano (n. 1811)
- 1891 - Vittore Tasca, patriota e politico italiano (n. 1821)
- 1892 - Filippo Sacchini, avvocato italiano (n. 1827)
- 1892 - Maria Anne Wyndham, nobildonna inglese (n. 1819)
- 1892 - Alessandrina di Prussia, principessa (n. 1803)
- 1893 - Luigi Giordani, cardinale e arcivescovo cattolico italiano (n. 1822)
- 1894 - Corrado da Parzham, religioso tedesco (n. 1818)
- 1895 - Fred Dewhurst, calciatore inglese (n. 1863)
- 1895 - Friedrich von Waldburg-Wolfegg-Waldsee, presbitero e nobile tedesco (n. 1861)
- 1896 - Giovanni Ruggeri della Torre, politico italiano (n. 1819)
- 1898 - Louis Théodore Gouvy, compositore tedesco (n. 1819)
- 1898 - Edward Cary Walthall, politico e generale statunitense (n. 1831)
- 1899 - Heinrich Kiepert, geografo e cartografo tedesco (n. 1818)
- 1900 - Alphonse Milne-Edwards, naturalista e zoologo francese (n. 1835)

## XX secolo(253)
- 1901 - Giuseppe Ricci, pittore italiano (n. 1853)
- 1902 - Sousândrade, poeta brasiliano (n. 1833)
- 1905 - Meyer Kayserling, storico e rabbino tedesco (n. 1829)
- 1905 - Orville Platt, politico statunitense (n. 1827)
- 1906 - Guillaume-Marie-Joseph Labouré, cardinale e arcivescovo cattolico francese (n. 1841)
- 1908 - Enrica Gotti, patriota e insegnante italiana (n. 1824)
- 1908 - William Kenyon-Slaney, politico e calciatore inglese (n. 1847)
- 1908 - Theodor von Sickel, saggista e diplomatista tedesco (n. 1826)
- 1909 - Emanuele Chiabrera Castelli, generale italiano (n. 1814)
- 1909 - Oskar Emil Meyer, fisico tedesco (n. 1834)
- 1909 - Luigi Norfini, pittore italiano (n. 1825)
- 1909 - Edward Salomon, politico statunitense (n. 1828)
- 1910 - Mark Twain, scrittore, umorista e aforista statunitense (n. 1835)
- 1911 - Oluf Landnes, ginnasta e multiplista statunitense (n. 1874)
- 1913 - Raymond Callemin, anarchico belga (n. 1890)
- 1913 - Filippo Massimiliano Del Drago Biscia Gentili, principe italiano (n. 1824)
- 1913 - Robert V. Ferguson, attore scozzese (n. 1848)
- 1913 - Alphonse Moutte, pittore francese (n. 1840)
- 1913 - Charles Newton Robinson, schermidore britannico (n. 1853)
- 1914 - Pietro Poppi, fotografo e pittore italiano (n. 1833)
- 1914 - Fanny Vanzi Mussini, scrittrice e traduttrice italiana (n. 1852)
- 1915 - Adèle Hugo, francese (n. 1830)
- 1915 - Giovanni Scanzi, scultore italiano (n. 1840)
- 1916 - John Surratt, agente segreto statunitense (n. 1844)
- 1917 - Ruth Holden, botanica e infermiera statunitense (n. 1890)
- 1917 - Henry Howard, XIX conte di Suffolk, nobile e militare britannico (n. 1877)
- 1918 - Armengol Coll y Armengol, vescovo cattolico spagnolo (n. 1859)
- 1918 - Federico II di Anhalt, duca (n. 1856)
- 1918 - Manfred von Richthofen, aviatore e ufficiale tedesco (n. 1892)
- 1919 - Jules Védrines, aviatore francese (n. 1881)
- 1921 - Juan Camps Mas, canottiere spagnolo (n. 1883)
- 1921 - Ferruccio Ghinaglia, attivista italiano (n. 1899)
- 1922 - Charles Arling, attore canadese (n. 1880)
- 1922 - Louis Duchesne, presbitero, filologo e insegnante francese (n. 1843)
- 1922 - Alfred Bray Kempe, matematico britannico (n. 1849)
- 1922 - Alessandro Moreschi, cantante castrato italiano (n. 1858)
- 1924 - Marie Corelli, scrittrice e poetessa inglese (n. 1855)
- 1924 - Manuel M. Diéguez, generale, politico e rivoluzionario messicano (n. 1874)
- 1924 - Eleonora Duse, attrice teatrale italiana (n. 1858)
- 1924 - Richard Paltauf, patologo e batteriologo austriaco (n. 1858)
- 1925 - Domenico Bonamico, ufficiale e ingegnere italiano (n. 1846)
- 1927 - Hugo Schuchardt, linguista tedesco (n. 1842)
- 1929 - William Spry, politico statunitense (n. 1864)
- 1930 - Robert Bridges, poeta britannico (n. 1844)
- 1930 - Giuseppe Cominetti, pittore italiano (n. 1882)
- 1930 - Frederick Gordon Guggisberg, funzionario britannico (n. 1869)
- 1930 - Carl Frederik Wandel, marinaio e esploratore danese (n. 1843)
- 1931 - Alwin Berger, botanico tedesco (n. 1871)
- 1932 - Edoardo Del Neri, pittore e incisore italiano (n. 1890)
- 1932 - Friedrich Gustav Piffl, cardinale e arcivescovo cattolico austriaco (n. 1864)
- 1933 - Henry W. Barry, compositore di scacchi statunitense (n. 1878)
- 1933 - Luigi Brigiotti, poeta italiano (n. 1859)
- 1933 - 'Elisiva Fusipala Tauki'onetuku, principessa tongana (n. 1912)
- 1933 - Raffaele Manari, presbitero, organista e compositore italiano (n. 1887)
- 1934 - Carsten Borchgrevink, esploratore norvegese (n. 1864)
- 1934 - Gustave Bord, storico, docente e saggista francese (n. 1852)
- 1934 - Giacomo Giri, latinista e grammatico italiano (n. 1852)
- 1934 - Beniamino Spirito, avvocato e politico italiano (n. 1854)
- 1935 - Leopoldo Cassone, compositore italiano (n. 1868)
- 1935 - Ida Lewis, attrice statunitense (n. 1848)
- 1935 - Thaddeus McClain, lunghista, velocista e ostacolista statunitense (n. 1876)
- 1935 - Millard Webb, regista, sceneggiatore e attore statunitense (n. 1893)
- 1936 - Ottó Baditz, pittore ungherese (n. 1849)
- 1936 - Giuseppe Capponi, architetto e scenografo italiano (n. 1893)
- 1936 - Ciro Trabalza, grammatico e critico letterario italiano (n. 1871)
- 1937 - George Caridia, tennista britannico (n. 1869)
- 1938 - Oscar Bie, pubblicista, musicologo e storico dell'arte tedesco (n. 1864)
- 1938 - Ottoline Morrell, nobildonna britannica (n. 1873)
- 1938 - Muhammad Iqbal, poeta, filosofo e politico pakistano (n. 1877)
- 1938 - Boris Andreevič Pil'njak, scrittore russo (n. 1894)
- 1939 - Ernesto Castelli, lottatore italiano (n. 1869)
- 1939 - Wilhelm Kroll, filologo classico tedesco (n. 1869)
- 1940 - Margaret Fountaine, entomologa inglese (n. 1862)
- 1940 - Walter J. Kohler, imprenditore e politico statunitense (n. 1875)
- 1940 - Giuseppe Marcozzi, vescovo cattolico italiano (n. 1873)
- 1941 - Karel Boromejský Kašpar, cardinale e arcivescovo cattolico ceco (n. 1870)
- 1941 - Fritz Manteuffel, ginnasta tedesco (n. 1875)
- 1941 - Guglielmo Scognamiglio, militare italiano (n. 1891)
- 1941 - André Wilmart, presbitero e medievista francese (n. 1876)
- 1942 - Ercole Rossi, militare italiano (n. 1899)
- 1942 - Pio Viale, militare italiano (n. 1895)
- 1943 - William Frank Calderon, pittore inglese (n. 1865)
- 1943 - Eero Kinnunen, militare e aviatore finlandese (n. 1918)
- 1944 - Salvatore Auria, partigiano italiano (n. 1916)
- 1944 - Serafino Aldo Barbaro, partigiano italiano (n. 1922)
- 1944 - Emilio Barbiano di Belgiojoso d'Este, nobile e dirigente sportivo italiano (n. 1855)
- 1944 - Hans-Valentin Hube, generale tedesco (n. 1890)
- 1944 - Gustav Voerg, canottiere statunitense (n. 1870)
- 1945 - Cosimo Bertacchi, geografo italiano (n. 1854)
- 1945 - Georg Brandt, generale tedesco (n. 1876)
- 1945 - Giancarlo Brugnolotti, partigiano italiano (n. 1921)
- 1945 - Giorgio Guglielmi, imprenditore, politico e dirigente sportivo italiano (n. 1879)
- 1945 - Walter Model, generale tedesco (n. 1891)
- 1945 - Luigi Sbaiz, militare italiano (n. 1918)
- 1945 - Sante Vincenzi, partigiano italiano (n. 1895)
- 1946 - John Maynard Keynes, economista britannico (n. 1883)
- 1947 - Heitor da Silva Costa, ingegnere brasiliano (n. 1873)
- 1948 - Arturo Farinelli, critico letterario e germanista italiano (n. 1867)
- 1948 - Vilhelm Grønbech, storico delle religioni danese (n. 1873)
- 1948 - Aldo Leopold, ecologo statunitense (n. 1887)
- 1948 - Celso Maria Poncini, militare e drammaturgo italiano (n. 1899)
- 1950 - Bernhard von Hülsen, militare tedesco (n. 1865)
- 1951 - Olive Fremstad, soprano e mezzosoprano svedese (n. 1871)
- 1951 - Saverio Ritter, arcivescovo cattolico italiano (n. 1884)
- 1951 - Urbano Salvolini, medico italiano (n. 1873)
- 1952 - Leslie Banks, attore e regista teatrale britannico (n. 1890)
- 1952 - Stafford Cripps, politico inglese (n. 1889)
- 1952 - Guy Owen, pattinatore artistico su ghiaccio canadese (n. 1913)
- 1952 - Antonio Picconi, vescovo cattolico italiano (n. 1885)
- 1953 - Ugo Lenzi, avvocato e politico italiano (n. 1875)
- 1954 - Lou Heim, canottiere statunitense (n. 1874)
- 1954 - Emil Leon Post, matematico e logico statunitense (n. 1897)
- 1956 - Angelo Dibona, alpinista italiano (n. 1879)
- 1956 - Stan Golestan, compositore rumeno (n. 1875)
- 1956 - Charles MacArthur, drammaturgo, regista e sceneggiatore statunitense (n. 1895)
- 1958 - Aldo Gardini, imprenditore e politico italiano (n. 1888)
- 1958 - Manuel Infante, compositore spagnolo (n. 1883)
- 1958 - Giulio Neri, basso italiano (n. 1909)
- 1959 - Georg Lörner, funzionario tedesco (n. 1899)
- 1960 - Marcello Giorda, attore italiano (n. 1890)
- 1960 - Antal Szalay, allenatore di calcio e calciatore ungherese (n. 1912)
- 1961 - Serafino Mazzarocchi, ginnasta italiano (n. 1890)
- 1961 - Isabella d'Orléans, nobile francese (n. 1878)
- 1962 - Agnes Henningsen, scrittrice danese (n. 1868)
- 1962 - Kintomo Mushanokōji, diplomatico e politico giapponese (n. 1882)
- 1962 - Giovanni Luigi Satta, militare italiano (n. 1892)
- 1963 - Ettore Cipolla, politico e magistrato italiano (n. 1875)
- 1963 - Dennis Robertson, economista inglese (n. 1890)
- 1963 - Jock Rutherford, calciatore inglese (n. 1884)
- 1964 - Konstantinos Kleinias, nuotatore greco (n. 1888)
- 1965 - Pedro Albizu Campos, politico e militare portoricano (n. 1891)
- 1965 - Edward Victor Appleton, fisico britannico (n. 1892)
- 1966 - Josef Dietrich, generale tedesco (n. 1892)
- 1966 - Achille d'Havet, generale italiano (n. 1888)
- 1967 - André-Louis Danjon, astronomo francese (n. 1890)
- 1967 - Carlo Rossi, generale italiano (n. 1880)
- 1968 - Armando Borghi, politico, anarchico e giornalista italiano (n. 1882)
- 1968 - Albert Schaff, calciatore francese (n. 1885)
- 1969 - Francesco Falcetti, prefetto e politico italiano (n. 1878)
- 1970 - Leroy Brown, altista statunitense (n. 1902)
- 1970 - Earl Hooker, chitarrista statunitense (n. 1929)
- 1970 - János Köves, calciatore ungherese (n. 1905)
- 1970 - Paul-Otto Schmidt, funzionario tedesco (n. 1899)
- 1971 - François Duvalier, politico e medico haitiano (n. 1907)
- 1971 - Edmund Lowe, attore statunitense (n. 1890)
- 1972 - Alessandro De Gaglia, politico e avvocato italiano (n. 1895)
- 1972 - Jorge Mistral, attore spagnolo (n. 1920)
- 1973 - Evert Bulder, calciatore olandese (n. 1894)
- 1973 - Merian C. Cooper, regista, sceneggiatore e produttore cinematografico statunitense (n. 1893)
- 1973 - Arthur Fadden, politico australiano (n. 1894)
- 1974 - Chic Harley, giocatore di football americano statunitense (n. 1894)
- 1974 - Giulio Rossi, calciatore italiano (n. 1912)
- 1975 - Long Boret, politico cambogiano (n. 1933)
- 1975 - Arthur Marohn, calciatore tedesco (n. 1893)
- 1975 - Pascoal Ranieri Mazzilli, politico, avvocato e giornalista brasiliano (n. 1910)
- 1975 - Sisowath Sirik Matak, generale e politico cambogiano (n. 1914)
- 1976 - Rinaldo Beretta, presbitero e storico italiano (n. 1875)
- 1976 - Paride Pasqualetto, calciatore italiano (n. 1901)
- 1976 - Giuseppe Riccobaldi del Bava, pittore e illustratore italiano (n. 1887)
- 1977 - Gummo Marx, comico, attore e imprenditore statunitense (n. 1892)
- 1977 - Settimio Passamonti, militare italiano (n. 1954)
- 1978 - Sandy Denny, cantautrice britannica (n. 1947)
- 1978 - Angelo Maria Ripellino, slavista, traduttore e poeta italiano (n. 1923)
- 1978 - Robert de Nesle, produttore cinematografico francese (n. 1906)
- 1979 - Guido Ferroni, pittore italiano (n. 1888)
- 1979 - Pëtr Nikolaevič Pospelov, politico e storico sovietico (n. 1898)
- 1980 - Stanisław Batavia, criminologo polacco (n. 1898)
- 1980 - Ľudovít Fulla, pittore, illustratore e scenografo slovacco (n. 1902)
- 1980 - Aleksandr Ivanovič Oparin, biochimico russo (n. 1894)
- 1980 - Sohrab Sepehri, poeta e pittore persiano (n. 1928)
- 1981 - Dorothy Eady, scrittrice e egittologa inglese (n. 1904)
- 1981 - Fernand Saivé, ciclista su strada e pistard belga (n. 1900)
- 1982 - Boris Andreev, attore sovietico (n. 1915)
- 1982 - Luigi Cafiero, italiano (n. 1964)
- 1982 - Aleksandr Michajlovič Fajncimmer, regista sovietico (n. 1906)
- 1982 - Felice Mastroianni, poeta e saggista italiano (n. 1914)
- 1982 - Joe Sawyer, attore canadese (n. 1906)
- 1983 - Momčilo Đokić, calciatore jugoslavo (n. 1911)
- 1983 - Marcel Leclerc, dirigente sportivo e editore francese (n. 1921)
- 1983 - Walter Slezak, attore austriaco (n. 1902)
- 1984 - Marjorie Brierley, psicologa britannica (n. 1893)
- 1984 - Marcel Janco, pittore rumeno (n. 1895)
- 1985 - Vincenzo Ciseri, calciatore svizzero (n. 1912)
- 1985 - Rudi Gernreich, stilista austriaco (n. 1922)
- 1985 - Jaroslav Košnar, calciatore cecoslovacco (n. 1930)
- 1985 - Karl Kühling, giornalista, scrittore e politico tedesco (n. 1899)
- 1985 - Emma Marpillero, artista italiana (n. 1896)
- 1985 - Irving Mills, produttore discografico statunitense (n. 1894)
- 1985 - Tancredo Neves, politico brasiliano (n. 1910)
- 1985 - Paul Pascon, sociologo marocchino (n. 1932)
- 1985 - John Welsh, attore irlandese (n. 1914)
- 1986 - Dixie Compton, attrice statunitense (n. 1899)
- 1986 - Giorgio Favaretto, pianista italiano (n. 1902)
- 1986 - Jozef Kalina, cestista cecoslovacco (n. 1924)
- 1986 - Renato Preziati, calciatore italiano (n. 1905)
- 1987 - José Bañón, calciatore spagnolo (n. 1922)
- 1987 - Gustav Bergmann, filosofo e matematico austriaco (n. 1906)
- 1987 - Giovanni Battista Gianquinto, avvocato, politico e partigiano italiano (n. 1905)
- 1987 - Edith Green, politica e insegnante statunitense (n. 1910)
- 1987 - Juan Carlos Heredia, calciatore argentino (n. 1922)
- 1987 - Patrick Martin, bobbista statunitense (n. 1923)
- 1987 - Stanley Mason, chimico canadese (n. 1914)
- 1988 - I. A. L. Diamond, sceneggiatore statunitense (n. 1920)
- 1988 - Buddy Humphrey, giocatore di football americano statunitense (n. 1935)
- 1989 - Deokhye di Corea, principessa coreana (n. 1912)
- 1989 - James Kirkwood Jr., scrittore, drammaturgo e librettista statunitense (n. 1924)
- 1990 - Salvatore Cascino, marciatore italiano (n. 1917)
- 1990 - Silvio Leonardi, politico e economista italiano (n. 1914)
- 1990 - Romain de Tirtoff, pittore, scultore e costumista russo (n. 1892)
- 1991 - Willi Boskovsky, violinista e direttore d'orchestra austriaco (n. 1909)
- 1991 - Jim Bulloch, allenatore di pallacanestro canadese (n. 1920)
- 1991 - Bernard Laidebeur, velocista francese (n. 1942)
- 1991 - Oksana Trofimovna Pavlenko, pittrice sovietica (n. 1896)
- 1992 - Gerald Feinberg, fisico statunitense (n. 1933)
- 1992 - Bruno Ispiro, calciatore italiano (n. 1920)
- 1992 - Väinö Linna, scrittore finlandese (n. 1920)
- 1992 - Massimo Mida, critico cinematografico, regista e sceneggiatore italiano (n. 1917)
- 1992 - Herb Olafsson, cestista canadese (n. 1933)
- 1992 - Vladimir Kirillovič Romanov, russo (n. 1917)
- 1993 - Josef Bušek, pallanuotista cecoslovacco (n. 1901)
- 1993 - Piero Casucci, giornalista e scrittore italiano (n. 1918)
- 1993 - Lincoln Hurring, nuotatore neozelandese (n. 1931)
- 1993 - Antonio Zangrandi, generale e aviatore italiano (n. 1921)
- 1994 - Ruth Hiatt, attrice statunitense (n. 1906)
- 1995 - Teri Náray, attrice ungherese (n. 1916)
- 1995 - Tessie O'Shea, attrice e cantante gallese (n. 1913)
- 1996 - Zora Arkus-Duntov, ingegnere russo (n. 1909)
- 1996 - Džochar Dudaev, militare e politico russo (n. 1944)
- 1996 - Alceo Galliera, organista e direttore d'orchestra italiano (n. 1910)
- 1996 - Sigvard Löfgren, calciatore svedese (n. 1928)
- 1996 - Giordano Marchiani, politico italiano (n. 1924)
- 1996 - Luigi Pistilli, attore italiano (n. 1929)
- 1996 - Horst Scherbaum, allenatore di calcio e calciatore tedesco orientale (n. 1925)
- 1996 - Bertel Storskrubb, ostacolista e velocista finlandese (n. 1917)
- 1997 - Lawrence Henry Hicks, compositore australiano (n. 1912)
- 1997 - Luitgard Im, attrice tedesca (n. 1930)
- 1997 - Diosdado Macapagal, politico filippino (n. 1910)
- 1997 - Ambrogio Mauri, imprenditore italiano (n. 1931)
- 1997 - József Mészáros, allenatore di calcio e calciatore ungherese (n. 1923)
- 1997 - Andrés Rodríguez Pedotti, politico e generale paraguaiano (n. 1923)
- 1997 - Aníbal Tarabini, calciatore argentino (n. 1941)
- 1998 - Spalato Bellerè, politico italiano (n. 1938)
- 1998 - Peter Lind Hayes, attore e compositore statunitense (n. 1915)
- 1998 - Jean-François Lyotard, filosofo francese (n. 1924)
- 1999 - Kelly, cantante italiana (n. 1933)
- 1999 - Phillip Omondi, allenatore di calcio e calciatore ugandese (n. 1957)
- 1999 - Stefano Pompeo, italiano (n. 1987)
- 1999 - Charles Rogers, attore e musicista statunitense (n. 1904)
- 1999 - Liz Tiberis, editrice britannica (n. 1947)
- 2000 - Charles E. Kearns, astronomo statunitense (n. 1928)
- 2000 - Richard Menapace, ciclista su strada austriaco (n. 1914)
- 2000 - Roberto Paoli, ispanista, critico letterario e traduttore italiano (n. 1930)
- 2000 - Giovanni Quircio, militare e partigiano italiano (n. 1921)

## XXI secolo(128)
- 2001 - Gaetano Contento, giurista e avvocato italiano (n. 1930)
- 2001 - Edmund Malecki, calciatore tedesco (n. 1914)
- 2001 - Werner Welzel, calciatore tedesco orientale (n. 1923)
- 2002 - Romana Calligaris, nuotatrice italiana (n. 1924)
- 2002 - Juan Carlos Mesías, calciatore uruguaiano (n. 1933)
- 2003 - Adriano Cerquetti, avvocato e politico italiano (n. 1931)
- 2003 - Nina Simone, cantante e pianista statunitense (n. 1933)
- 2004 - Karl Hass, militare e criminale di guerra tedesco (n. 1912)
- 2004 - Lina Termini, cantante italiana (n. 1918)
- 2005 - Giordano Abbondati, pattinatore artistico su ghiaccio italiano (n. 1948)
- 2005 - Gwynfor Evans, avvocato, scrittore e politico gallese (n. 1912)
- 2005 - William Kruskal, statistico statunitense (n. 1919)
- 2005 - Arturo Viviani, politico e avvocato italiano (n. 1916)
- 2005 - Zhang Chunqiao, politico, giornalista e critico letterario cinese (n. 1917)
- 2006 - Giovanni Pellicani, politico italiano (n. 1932)
- 2006 - Telê Santana, calciatore e allenatore di calcio brasiliano (n. 1931)
- 2006 - Leone Zappia, politico italiano (n. 1947)
- 2007 - Fulvio Bracco, imprenditore e chimico italiano (n. 1909)
- 2007 - Stanisław Dragan, pugile polacco (n. 1941)
- 2007 - Bartolomeo Ferrari, presbitero italiano (n. 1911)
- 2007 - Hank Lefkowitz, cestista statunitense (n. 1923)
- 2007 - Parry O'Brien, pesista e discobolo statunitense (n. 1932)
- 2007 - Jules Sbroglia, calciatore francese (n. 1929)
- 2007 - Paolo Sema, politico e sindacalista italiano (n. 1915)
- 2007 - Don White, rugbista a 15, imprenditore e allenatore di rugby a 15 britannico (n. 1926)
- 2008 - Enzo Dolfin, dirigente sportivo, allenatore di calcio e calciatore italiano (n. 1915)
- 2008 - Darell Garretson, arbitro di pallacanestro statunitense (n. 1932)
- 2008 - Sally Nerren, cestista statunitense (n. 1944)
- 2008 - Lamberto Tabellini, politico italiano (n. 1930)
- 2008 - Marcello Venturi, scrittore e giornalista italiano (n. 1925)
- 2009 - Iqbal Bano, cantante indiana (n. 1935)
- 2009 - Gianfranco Franchini, architetto italiano (n. 1938)
- 2009 - Vittorio Giorgi, politico italiano (n. 1912)
- 2009 - Vivian Maier, fotografa statunitense (n. 1926)
- 2010 - Sammy Baird, calciatore e allenatore di calcio scozzese (n. 1930)
- 2010 - Renato Bastianelli, politico italiano (n. 1924)
- 2010 - Jean Le Bitoux, giornalista e attivista francese (n. 1948)
- 2010 - Dino Riva, politico italiano (n. 1928)
- 2010 - Juan Antonio Samaranch, dirigente sportivo e politico spagnolo (n. 1920)
- 2011 - Elerydd, presbitero e poeta gallese (n. 1916)
- 2011 - Annalisa Ericson, attrice svedese (n. 1913)
- 2011 - Harold Garfinkel, sociologo statunitense (n. 1917)
- 2011 - Catharina Halkes, teologa e religiosa olandese (n. 1920)
- 2011 - Luigi Polentes, calciatore italiano (n. 1944)
- 2011 - Sofía Silva, modella venezuelana (n. 1929)
- 2012 - Doris Betts, scrittrice statunitense (n. 1932)
- 2012 - Ramón Búa Otero, vescovo cattolico spagnolo (n. 1933)
- 2012 - Charles Colson, politico e predicatore statunitense (n. 1931)
- 2012 - Albert Falco, naturalista francese (n. 1927)
- 2012 - Leonid Isaakovič Menaker, regista sovietico (n. 1929)
- 2013 - Chrissy Amphlett, cantante australiana (n. 1959)
- 2013 - Shakuntala Devi, saggista e astrologa indiana (n. 1929)
- 2013 - Osman El-Sayed, lottatore egiziano (n. 1930)
- 2013 - Leopold Engleitner, religioso austriaco (n. 1905)
- 2013 - Kriyananda, filosofo, religioso e scrittore rumeno (n. 1926)
- 2013 - William Edward Murray, vescovo cattolico australiano (n. 1920)
- 2013 - Gian Luigi Piccioli, scrittore e saggista italiano (n. 1932)
- 2014 - Vittorino Colombo, politico italiano (n. 1924)
- 2014 - Michel Delahoutre, storico delle religioni francese (n. 1923)
- 2014 - Riccardo Di Corato, politico italiano (n. 1929)
- 2014 - Janet Gray Hayes, politica statunitense (n. 1926)
- 2014 - George Heilmeier, ingegnere elettrotecnico statunitense (n. 1936)
- 2014 - Craig Hill, attore statunitense (n. 1926)
- 2014 - Ladislav Hlaváček, calciatore cecoslovacco (n. 1925)
- 2014 - Arlene McQuade, attrice statunitense (n. 1936)
- 2014 - Antonia Mulas, fotografa italiana (n. 1939)
- 2015 - M.H. Abrams, critico letterario statunitense (n. 1912)
- 2015 - Riccardo Filippi, ciclista su strada e pistard italiano (n. 1931)
- 2015 - Bahtiër Hudojnazarov, regista e sceneggiatore tagiko (n. 1965)
- 2015 - Ferenc Konrád, pallanuotista ungherese (n. 1945)
- 2015 - Donato Leoni, produttore cinematografico italiano (n. 1937)
- 2015 - John Moshoeu, calciatore sudafricano (n. 1965)
- 2015 - Nasser bin Ali al-Ansi, terrorista yemenita (n. 1975)
- 2016 - Gennadij Androsov, nuotatore sovietico (n. 1939)
- 2016 - Domenico Chiloiro, pugile italiano (n. 1939)
- 2016 - Marco Leto, regista, sceneggiatore e direttore del doppiaggio italiano (n. 1931)
- 2016 - Utako Okamoto, medico giapponese (n. 1918)
- 2016 - Prince, cantautore, polistrumentista e produttore discografico statunitense (n. 1958)
- 2016 - Gianni Seghedoni, dirigente sportivo, allenatore di calcio e calciatore italiano (n. 1932)
- 2017 - Jeff Butler, allenatore di calcio inglese (n. 1934)
- 2017 - Ugo Ehiogu, calciatore e allenatore di calcio inglese (n. 1972)
- 2017 - Laura Iuorio, scrittrice italiana (n. 1968)
- 2017 - Enrico Medioli, sceneggiatore italiano (n. 1925)
- 2018 - Antonio Mario Innamorato, politico italiano (n. 1937)
- 2018 - Maurizio Palomba, psicologo italiano (n. 1960)
- 2018 - Nelson Pereira dos Santos, regista, sceneggiatore e produttore cinematografico brasiliano (n. 1928)
- 2018 - Nabi Tajima, supercentenaria giapponese (n. 1900)
- 2018 - Huguette Tourangeau, mezzosoprano canadese (n. 1938)
- 2018 - Verne Troyer, attore statunitense (n. 1969)
- 2019 - Hannelore Elsner, attrice e doppiatrice tedesca (n. 1942)
- 2019 - Steve Golin, produttore cinematografico e produttore televisivo statunitense (n. 1955)
- 2019 - Polly Higgins, avvocato, scrittrice e attivista scozzese (n. 1968)
- 2019 - Ken Kercheval, attore statunitense (n. 1935)
- 2020 - Abdel Rahim el-Kib, politico libico (n. 1950)
- 2020 - David Bacuzzi, allenatore di calcio e calciatore inglese (n. 1940)
- 2020 - Dimitri Diatchenko, attore e doppiatore statunitense (n. 1968)
- 2020 - Teruyuki Okazaki, karateka, maestro di karate e dirigente sportivo giapponese (n. 1931)
- 2020 - Adriana Pasquali, avvocata e politica italiana (n. 1928)
- 2020 - Jacques Pellen, chitarrista francese (n. 1957)
- 2020 - Laisenia Qarase, politico e banchiere figiano (n. 1941)
- 2020 - Florian Schneider, musicista e polistrumentista tedesco (n. 1947)
- 2020 - Antonio Tarantino, drammaturgo e pittore italiano (n. 1938)
- 2021 - Håkon Brusveen, biatleta e fondista norvegese (n. 1927)
- 2021 - Thomas Fritsch, attore, doppiatore e cantante tedesco (n. 1944)
- 2021 - Alfredo Graciani, calciatore argentino (n. 1965)
- 2021 - Segismundo Martínez Álvarez, vescovo cattolico e missionario spagnolo (n. 1943)
- 2021 - France Pibernik, poeta, scrittore e saggista sloveno (n. 1928)
- 2022 - Lionello Bertoldi, politico italiano (n. 1928)
- 2022 - Jan Ceulemans, cestista belga (n. 1926)
- 2022 - Mwai Kibaki, economista e politico keniota (n. 1931)
- 2022 - Daryle Lamonica, giocatore di football americano statunitense (n. 1941)
- 2022 - Jacques Perrin, attore, regista e produttore cinematografico francese (n. 1941)
- 2022 - Cynthia Plaster Caster, artista statunitense (n. 1947)
- 2022 - Renate Holm, soprano tedesco (n. 1931)
- 2022 - Bea di Vigliano, pittrice italiana (n. 1920)
- 2023 - Ernie Barrett, cestista e allenatore di pallacanestro statunitense (n. 1929)
- 2023 - Maria Charles, attrice britannica (n. 1929)
- 2023 - Sergio Rendine, compositore italiano (n. 1954)
- 2023 - Juan Carlos Sarnari, calciatore argentino (n. 1942)
- 2023 - Kate Saunders, scrittrice e attrice britannica (n. 1960)
- 2023 - Mark Stewart, cantante britannico (n. 1960)
- 2024 - Ana Estrada, psicologa, attivista e blogger peruviana (n. 1976)
- 2024 - Haim Levin, calciatore israeliano (n. 1937)
- 2024 - Jerome Rothenberg, poeta, traduttore e blogger statunitense (n. 1931)
- 2024 - Jerry Tennant, bobbista statunitense (n. 1938)
- 2025 - Papa Francesco, papa e arcivescovo cattolico argentino (n. 1936)
- 2025 - Herbert Gans, sociologo tedesco (n. 1927)
- 2025 - Cecil Irwin, calciatore e allenatore di calcio inglese (n. 1942)

## Senza anno specificato(1)
- Alessandra da Roma, santa romana